# اتحادیه آفریقای جنوبی
اتحادیه آفریقای جنوبی سلفِ تاریخی کشور کنونی آفریقای جنوبی بود. این اتحادیه در ۳۱ مهٔ ۱۹۱۰ میلادی با درهم‌آمیختن چهار مستعمره پیشین امپراتوری بریتانیا - ناتال، ترانسوال، کیپ و مستعمره رود اورنج- پدید آمد. پس از جنگ جهانی اول، بریتانیایی‌ها بر مستعمره آفریقای جنوب باختری آلمان دست دراز کرد و در عمل کنترل آن را در دست گرفت، هرچند رسماً این بخش ضمیمه خاک اتحادیهٔ آفریقای جنوبی نشد.
در ۳۱ مهٔ ۱۹۶۱، در اتحادیه اعلام جمهوری شد و جمهوری آفریقای جنوبی از اتحادیه کشورهای همسود خارج گردید.